# Chororapitekus
Chororapithecus abyssinicus – gatunek wymarłej małpy człekokształtnej odkryty w 2006 na terenie Etiopii. Gatunek został opisany na podstawie odkrytych zębów należących do kilku osobników. Na podstawie budowy i kształtu zębów oraz ich wieku (pierwotnie szacowanego na ok. 10,5-10 mln lat; późniejsze badania sugerują, że żył on ok. 8 mln lat temu) badacze przypuszczają, że Chororapithecus mógł być przodkiem współczesnych goryli.